# Mikitamäe
Mikitamäe ist eine ehemalige Landgemeinde im estnischen Kreis Põlva mit einer Fläche von 104 km². Sie hatte 1161 Einwohner (Stand: 1. September 2009). Seit 2017 ist Mikitamäe Teil der neugebildeten Landgemeinde Setomaa und wechselte deshalb in den Kreis Võru.
Neben dem Hauptort Mikitamäe gehörten zur Gemeinde die Dörfer Audjassaare, Beresje, Igrise, Järvepää, Kahkva, Karisilla, Laossina, Lüübnitsa, Niitsiku, Puugnitsa, Rääsolaane, Rõsna, Selise, Toomasmäe, Usinitsa, Varesmäe und Võõpsu.
Die unberührte Natur entlang des Flusses Võhandu sowie der zahlreichen Seen und Moore ist besonders für Wanderfreunde interessant. Kulturell ist die Gemeinde durch das Volk der Setukesen geprägt. Besonders im Dorf Beredje hat sich die Kultur der Altgläubigen erhalten. Bei Lüübnitsa bietet ein Aussichtsturm einen weiten Blick nach Russland.